# Young Georgian Lolitaz
Young Georgian Lolitaz – gruziński zespół muzyczny grający rock alternatywny oraz indie rock,  reprezentant Gruzji w 61. Konkursie Piosenki Eurowizji (2016).

## Historia zespołu
Zespół został założony w 2000 w Tbilisi z inicjatywy znanego z zespołów Nadzvis Khe oraz Niebo SSSR kompozytora i multiinstrumentalisty Niki Koczarowa, a w jego skład weszli także Gia Iaszwili, Nick Dawitaszwili oraz Dima Oganesian. W 2005 zespół został nominowany do tytułu zespołu roku w Gruzji, a ich piosenka „Star” została ogłoszona piosenką roku. W 2006 grupa podpisała umowę o współpracę z wytwórnią płytową 4RealRecords. 28 grudnia 2009 zespół wydał swój debiutancki album studyjny Lemonjuice zawierający dwanaście premierowych utworów, a 7 czerwca 2010 album EP The Lava z czterema nowymi utworami.
15 grudnia 2015 Nika Koczarow i Young Georgian Lolitaz zostali zaprezentowani podczas konferencji prasowej gruzińskiego nadawcy publicznego jako wybrani wewnętrznie przez telewizję reprezentanci Gruzji w 61. Konkursie Piosenki Eurowizji. 3 lutego 2016 odbył się specjalny koncert eliminacyjny, podczas którego w nadawanym przez 1TV programie Komunikatori wybrany został spośród pięciu propozycji ich konkursowy utwór „Midnight Gold”, napisany i skomponowany przez Kote Kalandadze oraz Thomasa G:sona i wydany na singlu DVD. Utwór opowiada o „budzeniu się następnego ranka”, prawdopodobnie w stanie kaca, gdyż wyśpiewywane przez piosenkarza wspomnienia są mgliste i trudno mu przytoczyć wydarzenia zeszłej nocy. 12 maja 2016 zespół wystąpił w drugim półfinale konkursu i z dziewiątego miejsca awansował do finału, w którym zajął 20. miejsce ze 104 punktami na koncie. 
22 lutego 2017 zespół wydał singel „Dark Device”.

## Dyskografia
Opracowano na podstawie materiału źródłowego.
Albumy studyjne
| Rok  | Dane dot. albumu                                                                              |
| ---- | --------------------------------------------------------------------------------------------- |
| 2009 | Lemonjuice - Wydany: 28 grudnia 2009 - Wytwórnia: 4RealRecords - Format: CD, digital download |

EP
| Rok  | Dane dot. albumu                                                                           |
| ---- | ------------------------------------------------------------------------------------------ |
| 2010 | The Lava - Wydany: 7 czerwca 2010 - Wytwórnia: 4RealRecords - Format: CD, digital download |

Single
| Rok  | Tytuł           |
| ---- | --------------- |
| 2016 | „Midnight Gold” |
| 2017 | „Dark Device”   |